# Grewia langsonensis
Grewia langsonensis är en malvaväxtart som beskrevs av François Gagnepain. Grewia langsonensis ingår i släktet Grewia och familjen malvaväxter. Inga underarter finns listade i Catalogue of Life.